# Bron van Sint-Thibaut

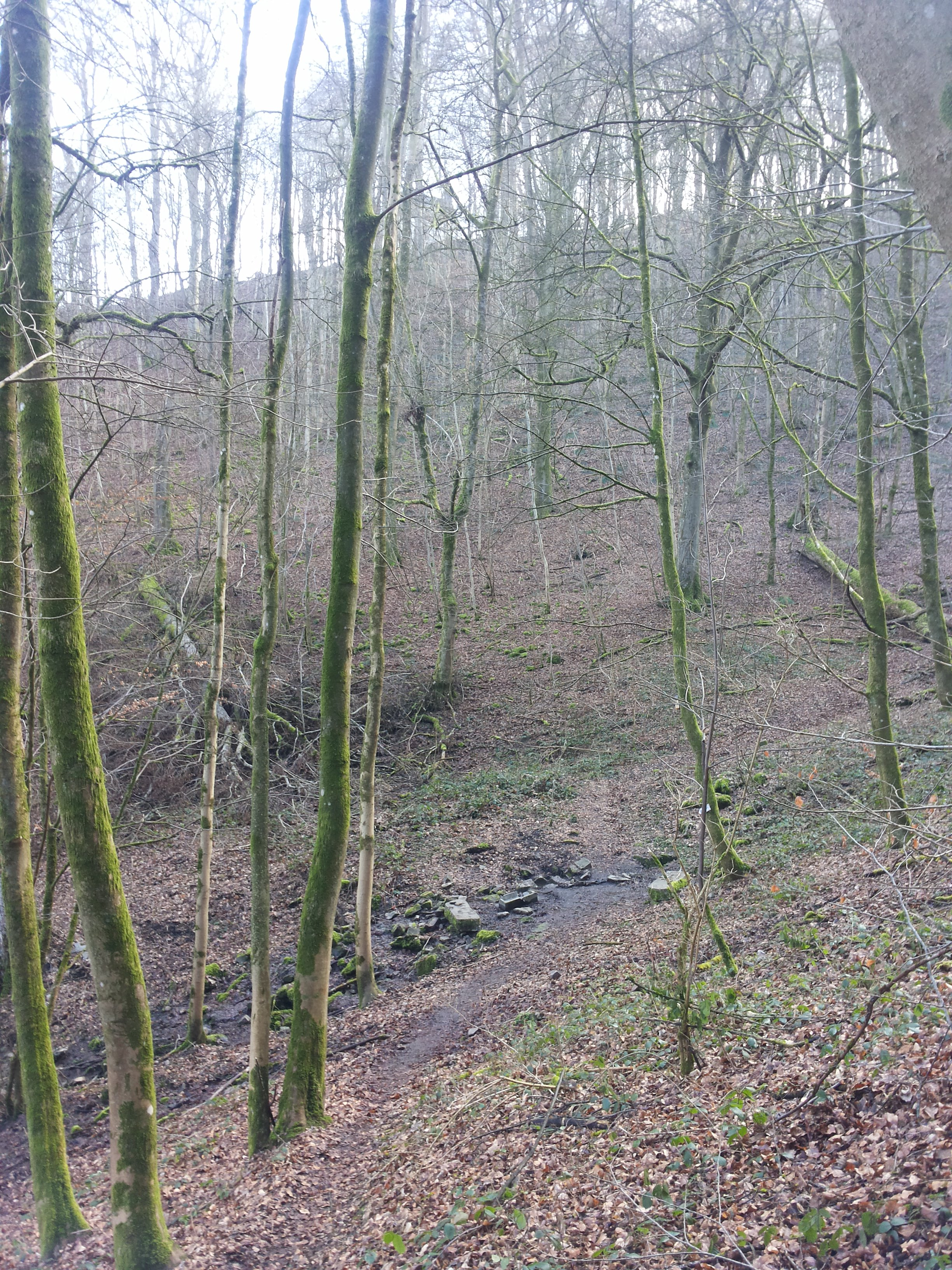
Boven op de helling staat net zichtbaar de kapel, terwijl onderaan de bron gelegen is

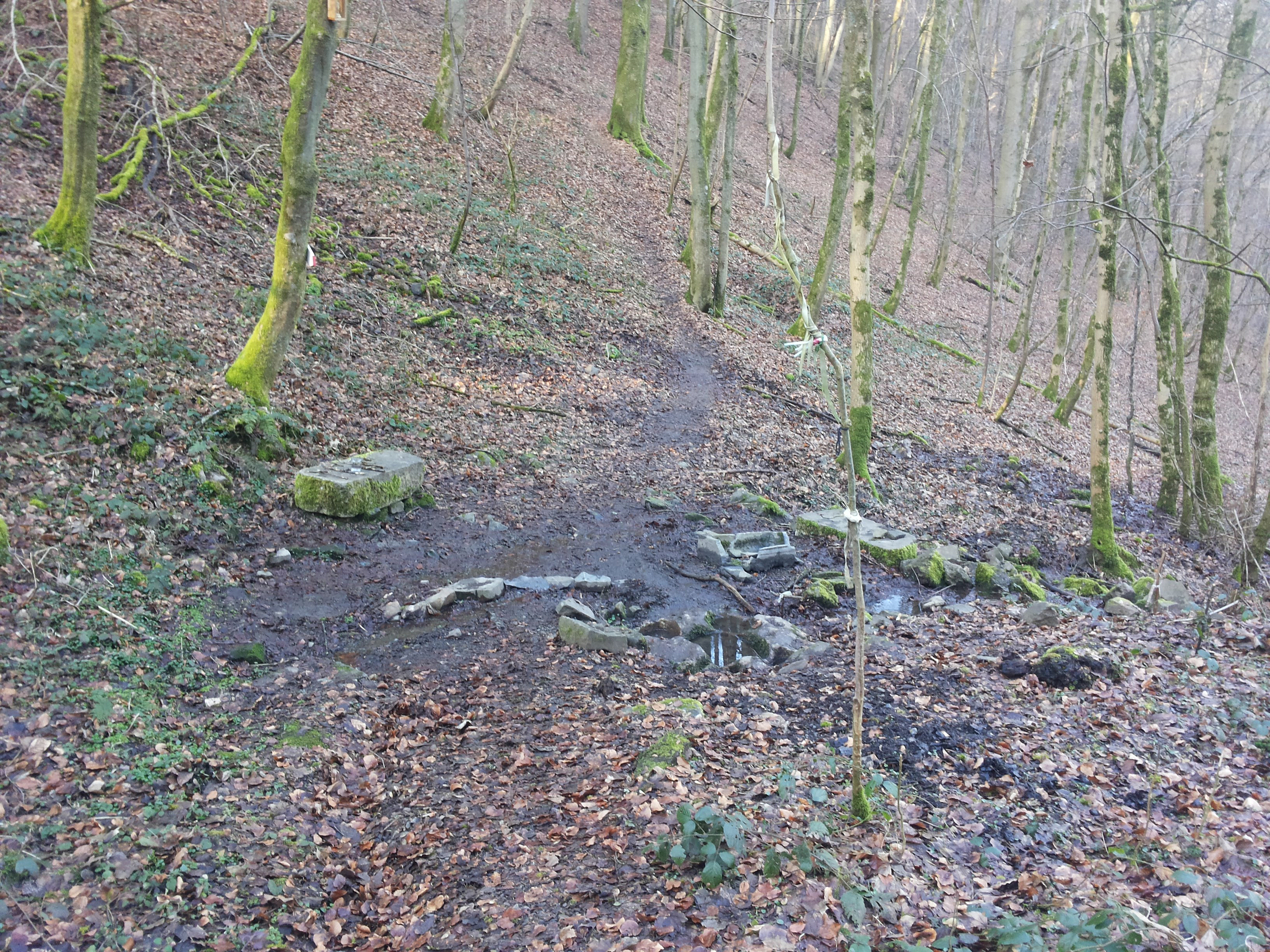
De bron

De bron van Sint-Thibaut is gelegen bij Marcourt in de gemeente Rendeux in de Belgische provincie Luxemburg. De bron ontspringt op een steile helling onder een hoge rotspunt, waarop de kluizenarij en kapel van Sint-Thibaut gelegen is.
Bij de bron liggen diverse grote stenen, twee stenen banken en een in stukken liggende waterbak. Het water van de bron stroomt eerst in een grote kei waarvan alleen de bovenzijde te zien is. In die kei zitten vijf holtes waar het water doorheen loopt. Bij de bron zijn er diverse kruisen geplaatst, waaronder kruisen die gemaakt zijn door twee stokken met touw tot een kruis te knopen. In een nabijgelegen boom zijn lapjes gehangen.

## Geschiedenis
In de 11e eeuw werd er op de rotspunt boven de bron een kasteel gebouwd met kapel gewijd aan St. Thibaut.
In 1413 werd het kasteel samen met de kapel van het kasteel verwoest door een brand die was aangestoken door Antoon van Brabant en werd nooit meer herbouwd, maar de bedevaarten naar St. Thibaut blijven komen met de op honderd meter daaronder gelegen bron.
Rond 1600 zouden hier minstens twee wonderen hebben plaatsgevonden en werd er in de ruïnes van het kasteel een groot kruis opgericht. De pelgrims werden steeds talrijker en namen van het kruis splinters mee als aandenken. In 1608 werd er een calvarieberg aangelegd waarbovenop een kruis stond, met in de voet van het kruis een beeldhouwwerk van Sint-Theobaldus die gekleed was als kluizenaar (in een zwart kleed).
In 1639 werd er een kapel gebouwd op de rots boven de bron en in 1642 werd er een kluizenarij aan toegevoegd.

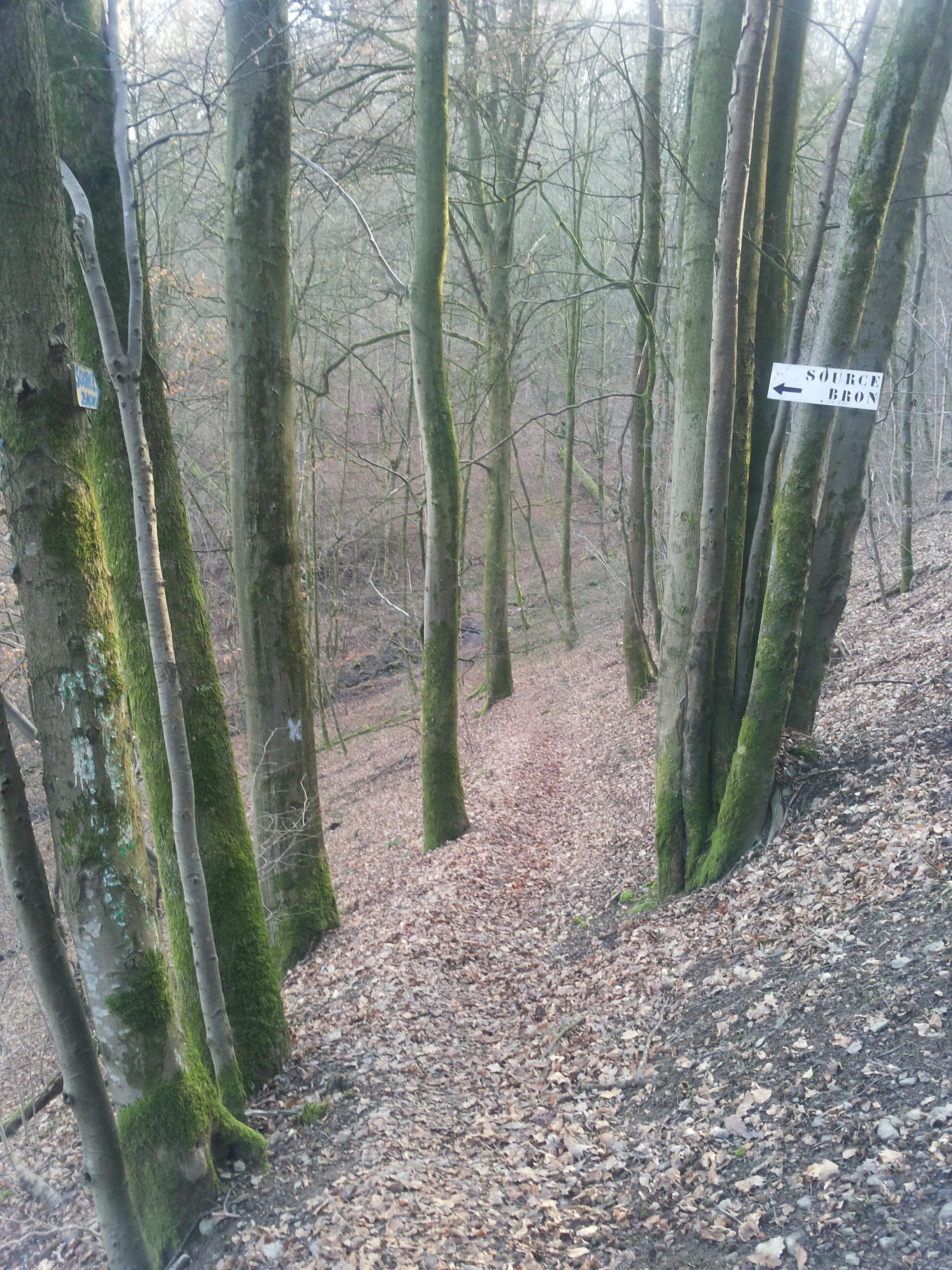
Naar de bron
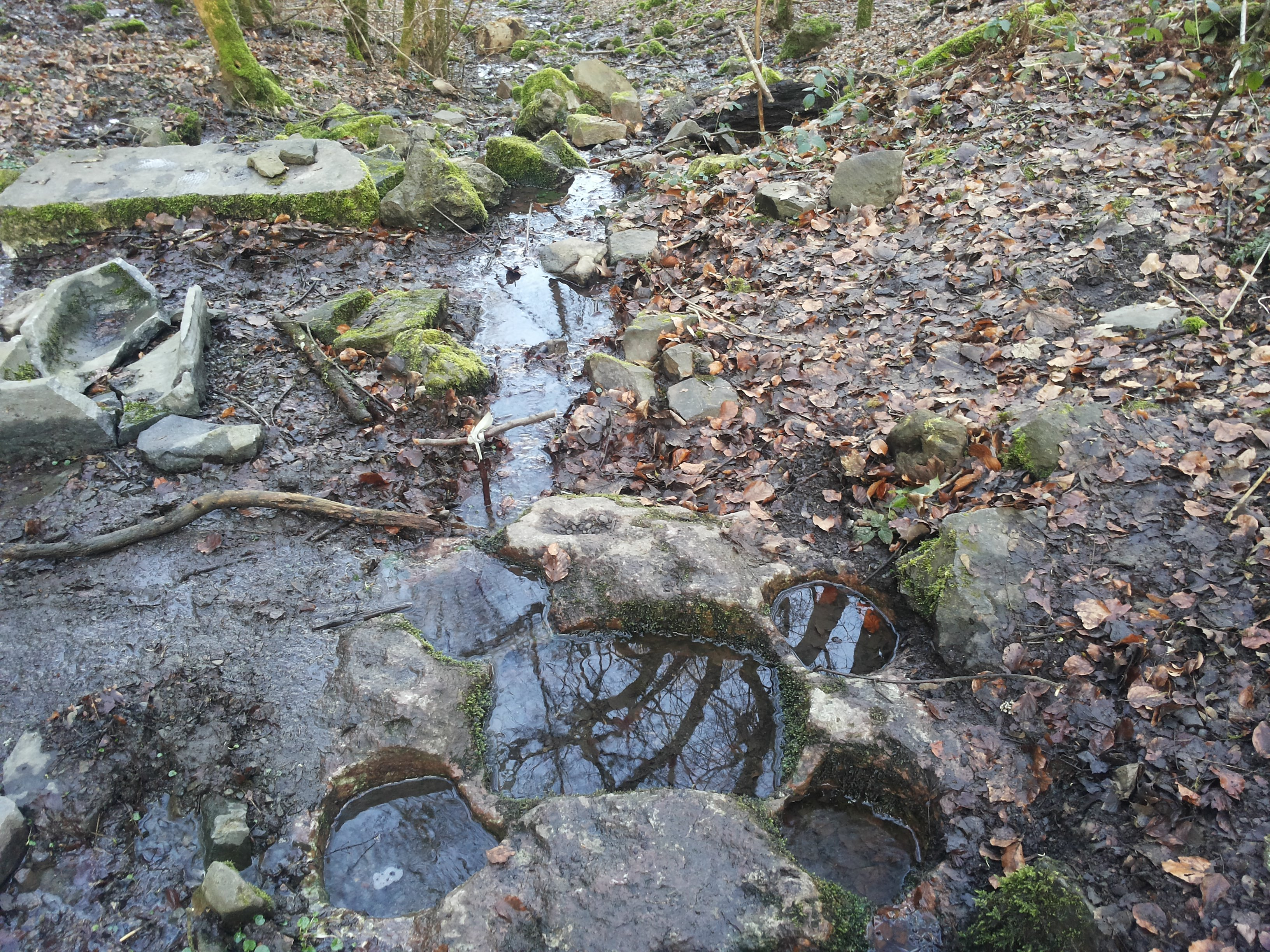
De kei waar het water doorheen stroomt
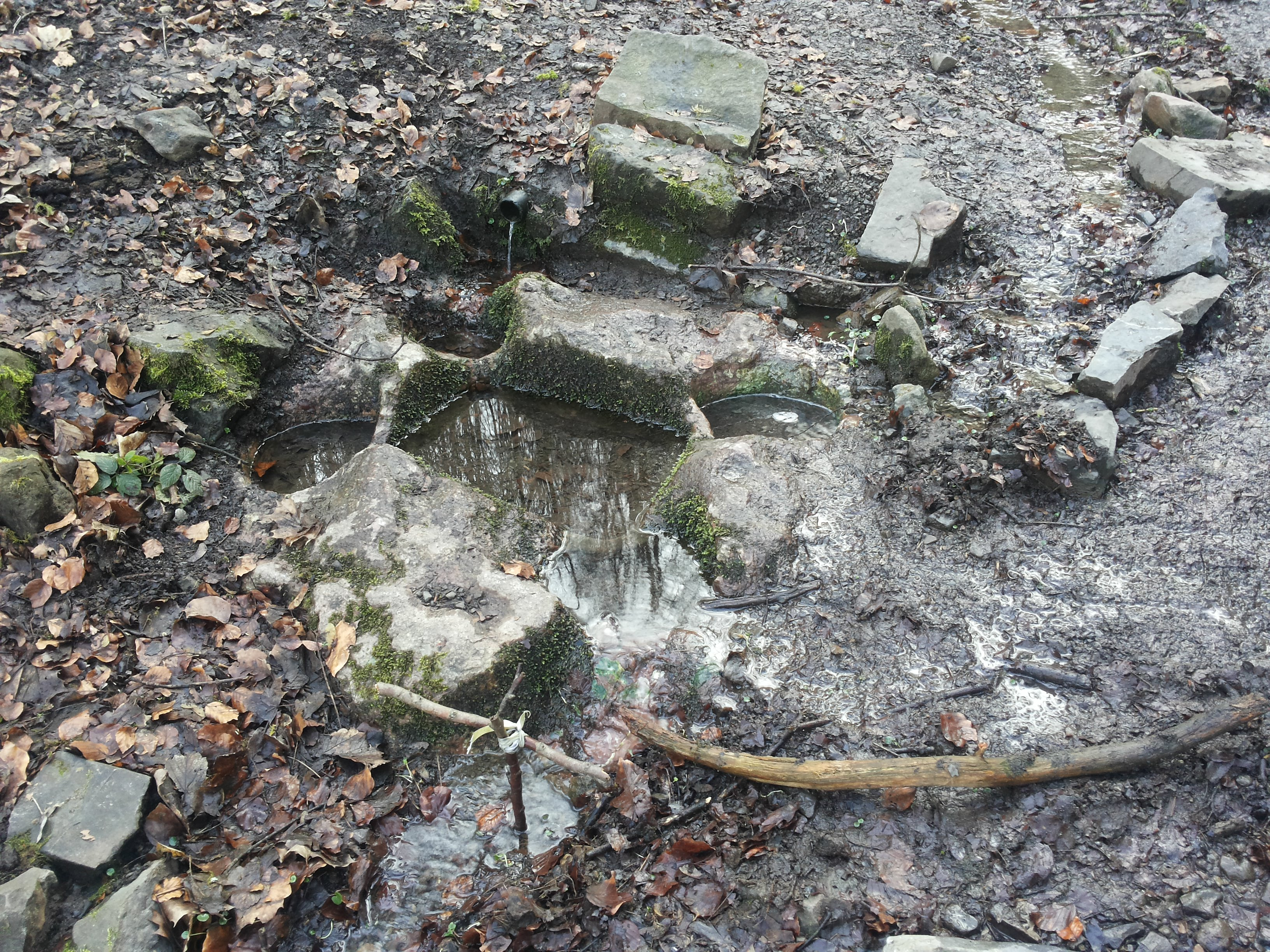
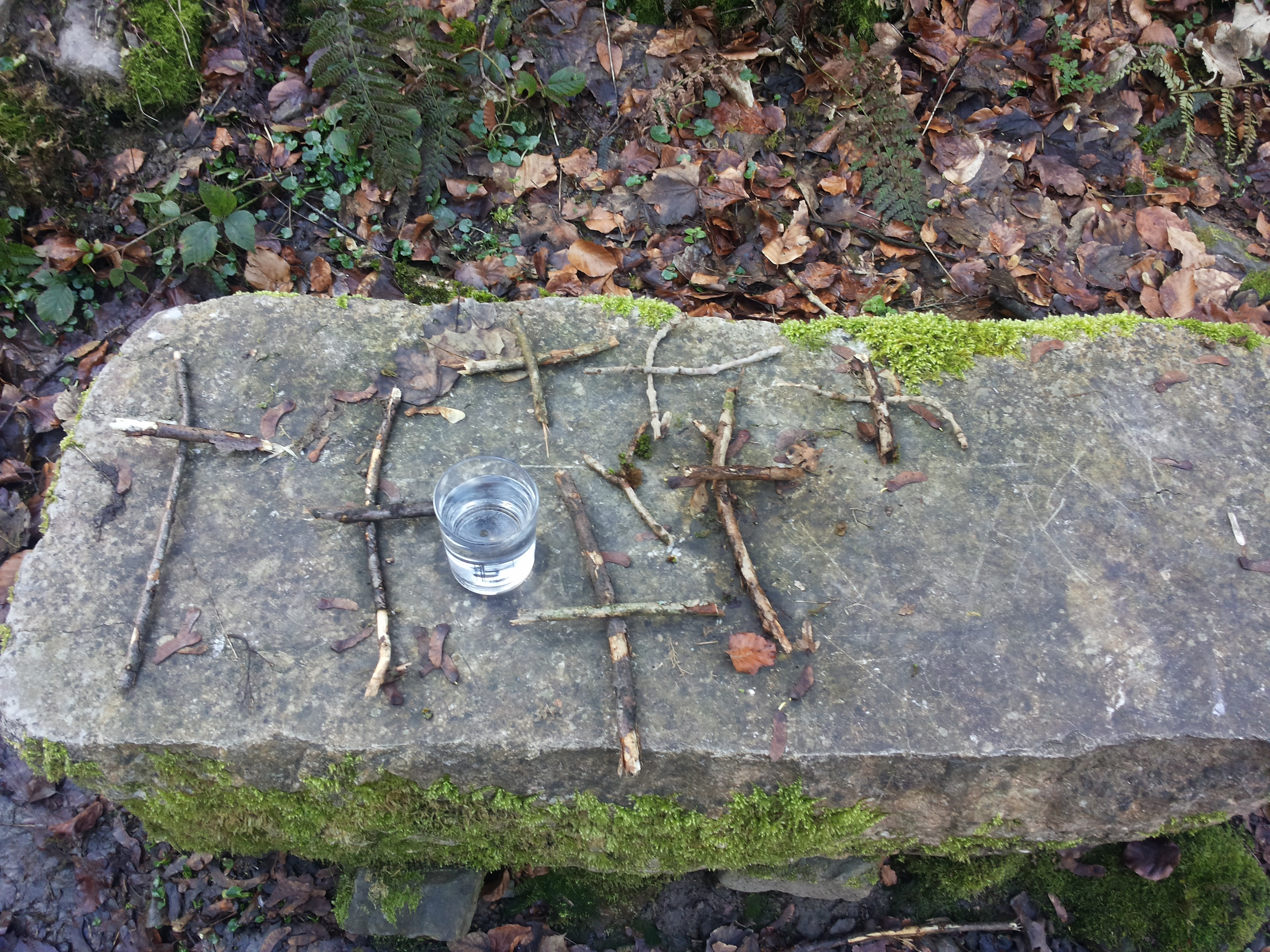
Enkele van de vele kruisen bij de bron